# Lucy Ellmann
Lucy Ellmann (* 18. Oktober 1956 in Evanston, Illinois) ist eine britische Schriftstellerin.
Sie ist die Tochter des bekannten Literaturwissenschaftlers und Autors Richard Ellmann, der unter anderem berühmte Biographien über James Joyce und Oscar Wilde verfasst hat. Mit 13 Jahren zog sie nach Großbritannien um.

## Werke
- Sweet Desserts (1988), (deutsch Götterspeise – München: Goldmann, 1991, ISBN 3-442-09967-6)
- Varying Dregrees of Hopelessness (1991), (deutsch Verschiedene Grade von Hoffnungslosigkeit – München: Piper, 1992, ISBN 3-492-11565-9)
- Man or Mango? (1998) (übersetzt von Marcus Ingendaay: Mann oder Mango?, 1999, ISBN 3-442-44389-X)
- Dot in the Universe (Bloomsbury, 2003), (deutsch Punkt im Universum – Berlin: Berlin-Verl., 2004, ISBN 3-8270-0518-3)
- Doctors and Nurses (Bloomsbury, 2006)
- Mimi (Bloomsbury, 2013)
- Ducks, Newburyport (Galley Beggar Press, 2019)

## Nominierungen
- Orange Price of Fiction
- James Tait Black Memorial Prize of Fiction
- Booker Prize 2019 (Shortlist)

## Auszeichnungen
- Guardian Fiction Price

## Quelle
- contemporarywriters

| Personendaten    | Personendaten              |
| ---------------- | -------------------------- |
| NAME             | Ellmann, Lucy              |
| KURZBESCHREIBUNG | britische Schriftstellerin |
| GEBURTSDATUM     | 18. Oktober 1956           |
| GEBURTSORT       | Evanston, Illinois         |